# Cerisé
Pour les articles homonymes, voir Cerise (homonymie).
Cerisé est une commune française, située dans le département de l'Orne en région Normandie, peuplée de 853 habitants.

## Géographie
La commune est située en campagne d'Alençon, limitrophe au nord-est du chef-lieu du département. L'aérodrome d'Alençon - Valframbert est en fait majoritairement sur le territoire de Cerisé. Couvrant 442 hectares, celui-ci est le moins étendu du canton d'Alençon-3.
Elle est desservie par le réseau de bus Alto, enseigne des transports urbains de la communauté urbaine d'Alençon. Cerisé est sur le trajet des lignes Iténéo 1, Iténéo Access, Domino 1, 2 et 3.
| Valframbert | Valframbert                                                | Valframbert                                                |
| Alençon     | Cerisé                                                     | Chenay (Sarthe)                                            |
| Alençon     | Saint-Paterne - Le Chevain (comm. dél. du Chevain, Sarthe) | Saint-Paterne - Le Chevain (comm. dél. du Chevain, Sarthe) |

### Hydrographie
La commune est située dans le bassin Loire-Bretagne. Elle est drainée par la Sarthe et le Landeau,,.
La Sarthe, d'une longueur de 314 km, prend sa source dans la commune de Soligny-la-Trappe, au hameau de Somsarthe, c'est-à-dire "sommet de la Sarthe", à une altitude de 250 mètres. Sur une grande partie de son cours, elle marque alors la limite entre les départements de l'Orne et de la Sarthe et conflue avec la Mayenne à Angers à une altitude de 15 mètres, pour former la Maine. 

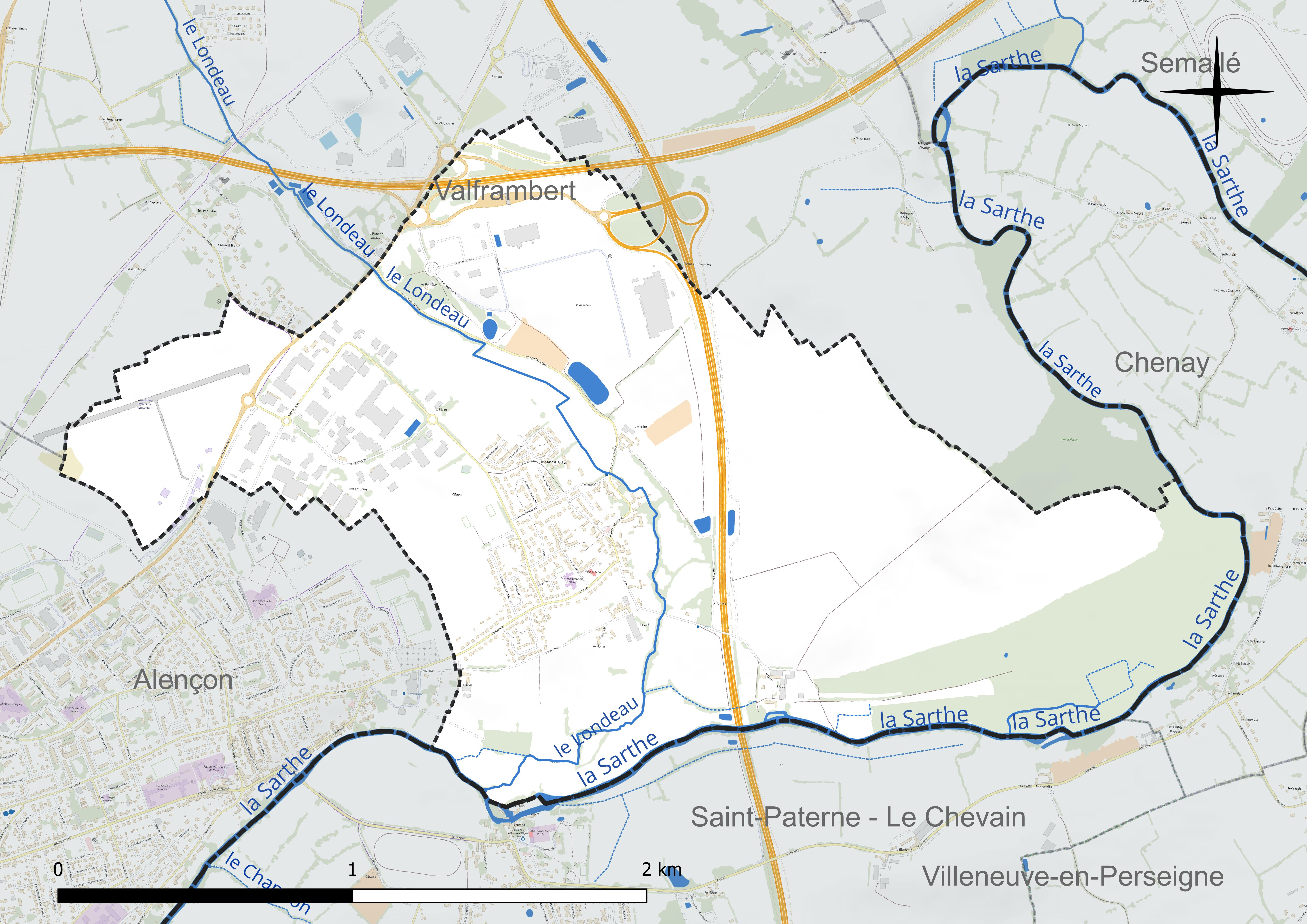
Réseau hydrographique de Cerisé.

### Climat
Pour des articles plus généraux, voir Climat de la Normandie et Climat de l'Orne.
En 2010, le climat de la commune est de type climat océanique dégradé des plaines du Centre et du Nord, selon une étude du CNRS s'appuyant sur une série de données couvrant la période 1971-2000. En 2020, Météo-France publie une typologie des climats de la France métropolitaine dans laquelle la commune est dans une zone de transition entre le climat océanique et le climat océanique altéré et est dans la région climatique Normandie (Cotentin, Orne), caractérisée par une pluviométrie relativement élevée (850 mm/a) et un été frais (15,5 °C) et venté. Parallèlement le GIEC normand, un groupe régional d’experts sur le climat, différencie quant à lui, dans une étude de 2020, trois grands types de climats pour la région Normandie, nuancés à une échelle plus fine par les facteurs géographiques locaux. La commune est, selon ce zonage, exposée à un « climat des plateaux abrités », se caractérisant par une pluviométrie et des contraintes thermiques modérées mais aussi, par effet de continentalité, des températures plus contrastées qu'au nord dans la plaine de Caen, avec communément 10 à 15 jours par an de plus de froid en hiver et de chaleur en été.
Pour la période 1971-2000, la température annuelle moyenne est de 10,7 °C, avec une amplitude thermique annuelle de 14,2 °C. Le cumul annuel moyen de précipitations est de 722 mm, avec 11,9 jours de précipitations en janvier et 7,4 jours en juillet. Pour la période 1991-2020, la température moyenne annuelle observée sur la station météorologique la plus proche, située sur la commune d'Alençon à 3 km à vol d'oiseau, est de 11,3 °C et le cumul annuel moyen de précipitations est de 743,7 mm,. Pour l'avenir, les paramètres climatiques de la commune estimés pour 2050 selon différents scénarios d’émission de gaz à effet de serre sont consultables sur un site dédié publié par Météo-France en novembre 2022.

## Urbanisme

### Typologie
Au 1er janvier 2024, Cerisé est catégorisée ceinture urbaine, selon la nouvelle grille communale de densité à sept niveaux définie par l'Insee en 2022.
Elle appartient à l'unité urbaine d'Alençon, une agglomération inter-régionale regroupant huit  communes, dont elle est une commune de la banlieue,,. Par ailleurs la commune fait partie de l'aire d'attraction d'Alençon, dont elle est une commune de la couronne,. Cette aire, qui regroupe 89 communes, est catégorisée dans les aires de 50 000 à moins de 200 000 habitants,.

### Occupation des sols
L'occupation des sols de la commune, telle qu'elle ressort de la base de données européenne d’occupation biophysique des sols Corine Land Cover (CLC), est marquée par l'importance des territoires agricoles (62,3 % en 2018), en diminution par rapport à 1990 (80,8 %). La répartition détaillée en 2018 est la suivante : 
terres arables (49,5 %), zones industrielles ou commerciales et réseaux de communication (21,6 %), prairies (12,7 %), zones urbanisées (9 %), milieux à végétation arbustive et/ou herbacée (7,1 %). L'évolution de l’occupation des sols de la commune et de ses infrastructures peut être observée sur les différentes représentations cartographiques du territoire : la carte de Cassini (XVIIIe siècle), la carte d'état-major (1820-1866) et les cartes ou photos aériennes de l'IGN pour la période actuelle (1950 à aujourd'hui).

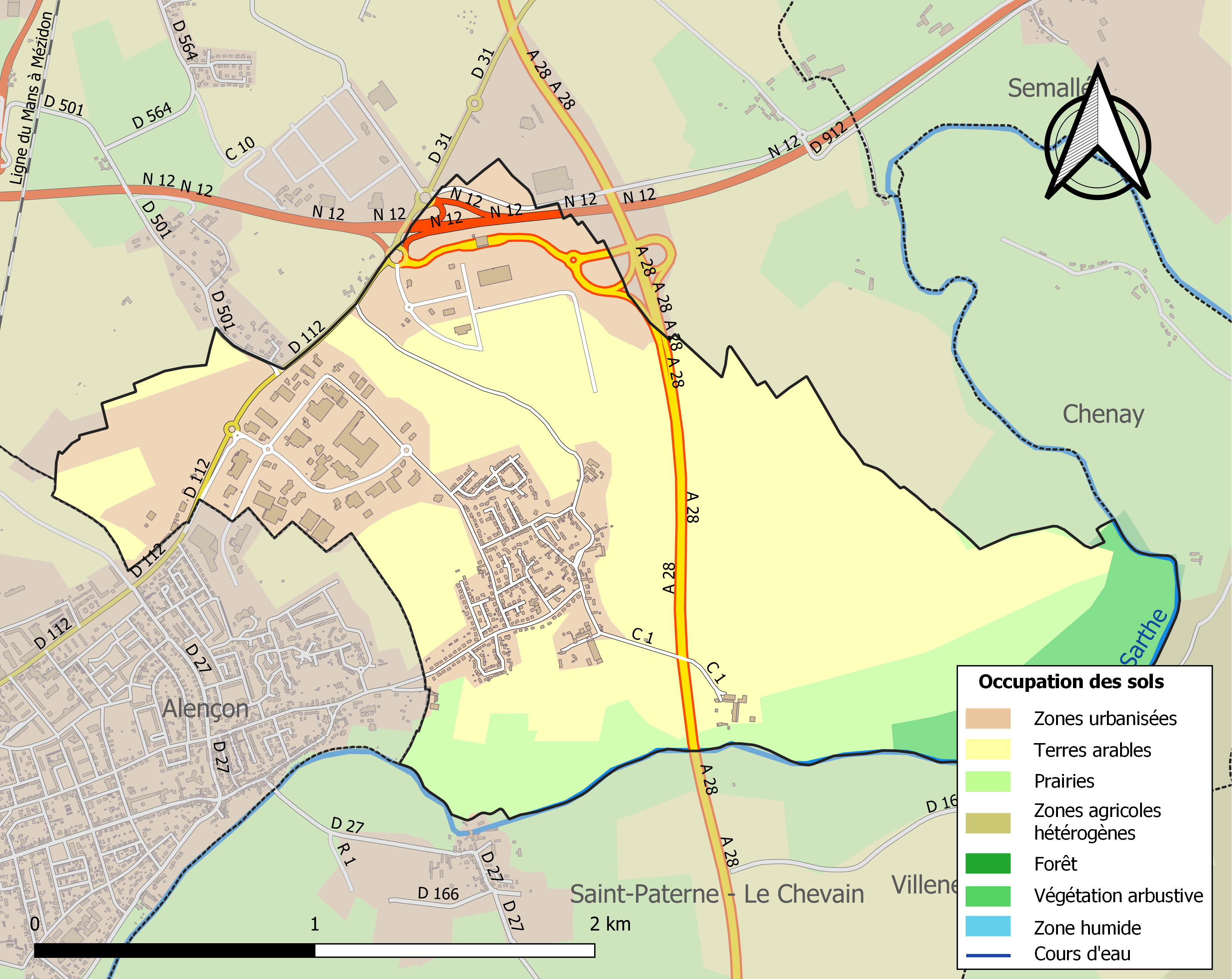
Carte des infrastructures et de l'occupation des sols de la commune en 2018 (CLC).

## Toponymie
Le nom de la localité est attesté sous la forme Ceresiacos vers 1055 et 1066.
Formé sur un anthroponyme gallo-romain Carisius, ou Ceretius.
Le gentilé est Ceriséen.

## Politique et administration
| Période                                  | Période   | Identité                  | Étiquette | Qualité             |
| ---------------------------------------- | --------- | ------------------------- | --------- | ------------------- |
| 1801                                     | 1839      | Nicolas Vienne            |           |                     |
| 1839                                     | 1840      | François Jacques Delacour |           |                     |
| 1840                                     | 1848      | Pierre Rattier            |           |                     |
| 1848                                     | 1852      | Pierre Viel               |           |                     |
| 1852                                     | 1859      | Pierre Rattier            |           |                     |
| 1859                                     | 1868      | Pierre Casimir Viel       |           |                     |
| 1868                                     | 1877      | Louis Boisbeunet          |           | Fabricant de toiles |
| 1877                                     |           | Abel-Hilaire Leroux       |           |                     |
|                                          |           |                           |           |                     |
| 1973                                     | 1983      | Raymond Roussel           |           | Agriculteur         |
| 1983                                     | 1995      | Jean Taupin               |           | Agriculteur         |
| 1995                                     | mars 2008 | Égidio Fumagalli          |           |                     |
| mars 2008                                | En cours  | Patrick Cousin            | SE        | Agent de maîtrise   |
| Les données manquantes sont à compléter. |           |                           |           |                     |

Le conseil municipal est composé de quinze membres dont le maire et trois adjoints.

## Démographie
L'évolution du nombre d'habitants est connue à travers les recensements de la population effectués dans la commune depuis 1793. Pour les communes de moins de 10 000 habitants, une enquête de recensement portant sur toute la population est réalisée tous les cinq ans, les populations de référence des années intermédiaires étant quant à elles estimées par interpolation ou extrapolation. Pour la commune, le premier recensement exhaustif entrant dans le cadre du nouveau dispositif a été réalisé en 2005.
En 2022, la commune comptait 853 habitants, en évolution de −0,7 % par rapport à 2016 (Orne : −3,21 %, France hors Mayotte : +2,11 %).
| 1793 | 1800 | 1806 | 1821 | 1836 | 1841 | 1846 | 1851 | 1856 |
| ---- | ---- | ---- | ---- | ---- | ---- | ---- | ---- | ---- |
| 163  | 163  | 175  | 165  | 179  | 178  | 193  | 198  | 218  |

| 1861 | 1866 | 1872 | 1876 | 1881 | 1886 | 1891 | 1896 | 1901 |
| ---- | ---- | ---- | ---- | ---- | ---- | ---- | ---- | ---- |
| 219  | 202  | 182  | 157  | 154  | 131  | 127  | 123  | 93   |

| 1906 | 1911 | 1921 | 1926 | 1931 | 1936 | 1946 | 1954 | 1962 |
| ---- | ---- | ---- | ---- | ---- | ---- | ---- | ---- | ---- |
| 93   | 95   | 99   | 92   | 103  | 122  | 164  | 164  | 180  |

| 1968 | 1975 | 1982 | 1990 | 1999 | 2005 | 2006 | 2010 | 2015 |
| ---- | ---- | ---- | ---- | ---- | ---- | ---- | ---- | ---- |
| 263  | 454  | 588  | 572  | 776  | 754  | 747  | 732  | 851  |

| 2020 | 2022 | - | - | - | - | - | - | - |
| ---- | ---- | - | - | - | - | - | - | - |
| 876  | 853  | - | - | - | - | - | - | - |

## Lieux et monuments

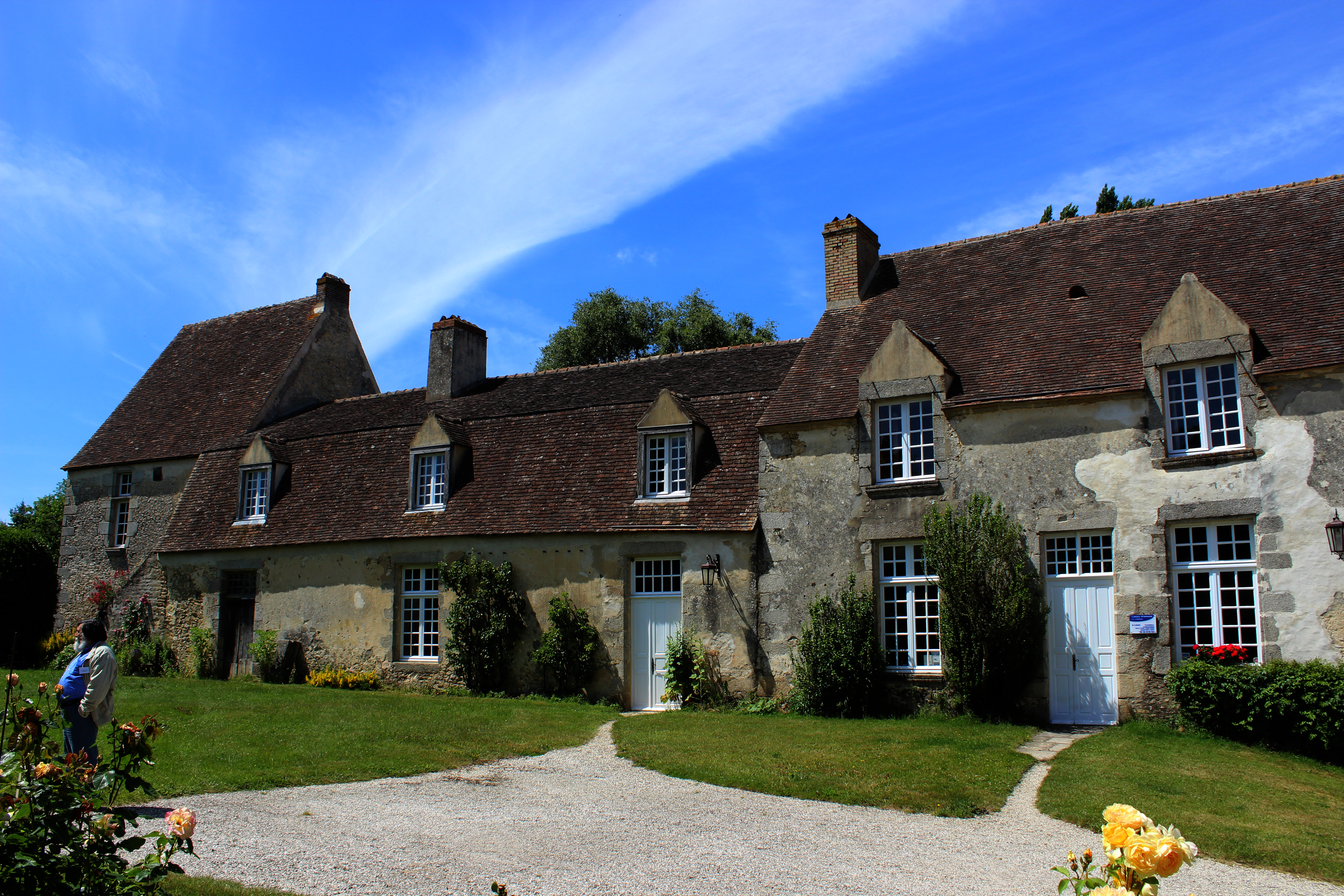
Le manoir de Bonnefoy.

- L'église Saint-Germain, romane, fait l'objet d'un classement au titre des monuments historiques depuis le 4 octobre 2001[26].
- Le manoir de Bonnefoy.
- Le Logis.
- Le manoir de la Cour.

## Activité et manifestations
L'Association sports et loisirs propose diverses activités : judo, ju-jitsu, arts plastiques, gymnastique volontaire.
Un vide-greniers est organisé en mai.